# Holochilus brasiliensis
Holochilus brasiliensis és una espècie de mamífer rosegador semiaquàtic de la família dels cricètids. Viu a Sud-amèrica i és originària de l'Argentina, el Brasil i l'Uruguai.